# Hocquinghen
Hocquinghen település Franciaországban, Pas-de-Calais megyében. Lakosainak száma 116 fő (2022. január 1.). Hocquinghen Licques, Rebergues, Surques, Bainghen és Herbinghen községekkel határos.

## Népesség
A település népességének változása:
| Lakosok száma | 112  | 113  | 112  | 111  | 112  | 111  | 114  | 116  |
|               | 2013 | 2015 | 2017 | 2018 | 2019 | 2020 | 2021 | 2022 |